# Rhipidia (Rhipidia) pallidistigma pallidistigma
Rhipidia (Rhipidia) pallidistigma pallidistigma is een ondersoort van de tweevleugelige Rhipidia (Rhipidia) pallidistigma uit de familie steltmuggen (Limoniidae). De ondersoort komt voor in het Australaziatisch gebied.